# Satake Yoshizumi
Satake Yoshizumi (佐竹義処, 1637 – 1703) foi o 21º líder do clã Satake e o 3º Daimiô do domínio de Kubota na província de Dewa durante o Xogunato Tokugawa. 

## Biografia
Yoshizumi foi o filho mais velho de Satake Yoshitaka, o 2º daimyō de Kubota. Sua mãe era filha de Satake Yoshiaki, chefe do ramo Minami (ramo do sul) do clã. Em 12 de agosto de 1646, ele foi apresentado formalmente ao shōgun Iemitsu que lhe concedeu o posto de Ju shi i ge (従四位下, Oficial júnior de quarto escalão) e o título de Ukyō-no-daibū. Mais tarde, ele ganhou os títulos de Jijū (侍従, moço de câmara) e Sakone-shōshō (左少将, subcomandante da ala esquerda da guarda do palácio). Com a morte de seu pai, em 9 de fevereiro de 1672, ele se tornou daimiō do domínio de Kubota. Durante seu mandato, ele trabalhou duro para colocar o domínio em boas condições financeiras, às vezes esquecendo de tomar as refeições e, ocasionalmente, tossindo sangue; no entanto, ele morreu antes que suas reformas se tornassem efetivas.
Sua esposa oficial era Tsuru-hime, filha de Matsudaira Naomasa, do domínio de Matsue, além dela teve pelo menos duas concubinas. Seu filho mais velho, Yoshimitsu, morreu aos 28 anos, e seu segundo filho foi enviado para herdar o Domínio de Sōma, cabendo ao seu terceiro filho, Yoshitada herdar Kubota. Yoshizumi tinha pelo menos quatro filhas.
Em 1701, ele criou dois domínios subsidiários no domínio Kubota. O domínio de Iwasaki (20.000 kokus) foi designado para seu irmão mais novo, Satake Yoshinaga, que criou o ramo Hokke.  Este Domínio durou até a Restauração Meiji. O domínio de Kubota-Shinden (10.000 koku) foi concedido ao seu sobrinho  Yoshikuni e durou até 1732. 
Yoshizumi morreu no Castelo Yokote em 1703. Seu túmulo está localizado no Tentoku-ji, o templo do clã em Akita.